# Гранадос, Росарио
Роса́рио Фиа́ски Корреа Грана́дос (исп. Rosario Fiaschi Correa Granados; 12 марта 1925, Буэнос-Айрес, Аргентина — 25 марта 1997, Мехико, Мексика) — мексиканская актриса, снимавшаяся в основном в мелодраматическом жанре. Снималась как в Аргентине так и в Испании и Кубе.

## Биография
Родилась 12 марта 1925 года в Буэнос-Айресе. Отец — чилиец, мать — мексиканка. В начале 1940-х годов она с семьёй переехала в Мехико. Сначала она была известна как театральная актриса, но в 1950-е годы она стала популярной в мелодраматических ролях в кино. в 1980-х годах она снималась в теленовеллах в ярких эпизодах, одним из которых стала роль доньи Крус, родной матери доктора Фернандо Торреса из культовой теленовеллы «Просто Мария», после этого она снялась в эпизодической роли телесериала Дикое сердце, ставшей последней работой актрисы в кино.

### Последние годы жизни
В конце 1993 года у неё появились сильные боли в сердце, которые усиливались с каждым днём. В эти дни актриса порвала с театром и кино и лишь затем легла и больше не вставала с постели никогда. В общей сложности она пролежала прикованной к постели 4 последних года до самой кончины.
Скончалась 25 марта 1997 года в Мехико в возрасте 72-х лет от остановки сердца.

## Фильмография

### Телесериалы

#### Televisa
- 1970 — Глиняный Бог — эпизод
- 1971 — Учительница — эпизод
- 1972 — Молодая женщина — Маргарита
- 1973 — Мы, бедные — эпизод
- 1974 — Отверженные — Маргарита
- 1974 — Злоумышленница — Даниэла
- 1977 — Свадебный марш — Маргарита
- 1980 — Божественная Сара — сестра Герард
- 1987 — Пятнадцатилетняя — Росалия VDA де Контрерас
- 1989 — Просто Мария — Донья Крус Торрес, мать Фернандо (дубляж — Екатерина Васильева)
- 1993 — Дикое сердце — эпизод

### Фильмы
- 1947 — Богиня на коленях — Елена
- 1949 — Большой кутила — Вирхиния де ла Мата
- 1950 — Между твоей любовью и небом — эпизод
- 1952 — Женщина без любви — Росарио
- 1954 — Злоумышленница (фильм, 1954) — эпизод
- 1971 — Мы люди — эпизод
- 1972 — Мстители — эпизод
- 1975 — Природная сила — эпизод
- 1982 — Нет повести печальнее — Ана де Монтесинос